# František Kalda
František Kalda (11. ledna 1884, Velim – 7. května 1969, Praha) byl český pedagog, germanista a nederlandista.

## Biografie
František Kalda se narodil v roce 1884 ve Velimi, gymnázium vystudoval v Kolíně a následně vystudoval germanistiku a klasickou filologii na Karlově univerzitě v Praze, kde absolvoval v roce 1908. Od roku 1908 působil jako pedagog na gymnáziu v Třebíči, kde pracoval do roku 1909, učil němčinu, latinu, řečtinu, češtinu a filozofii. Následně pak působil v letech 1909 a 1910 na gymnáziu v Čáslavi, mezi lety 1910 a 1912 na gymnáziu v Litomyšli a od roku 1912 do roku 1916 působil na gymnáziu v Žitné ulici v Praze. V roce 1916 začal učit němčinu na Vysokém učení technickém a následně od roku 1918 učil tamtéž i nizozemštinu. V roce 1919 se stal soudním tlumočníkem nizozemštiny. V roce 1921 se habilitoval v oboru nizozemštiny a roku 1924 si pak habilitaci rozšířil na obor němčiny na Karlově univerzitě. Od roku 1927 působil jako mimořádný profesor nizozemštiny na univerzitě v Bratislavě. Od roku 1920 pracoval také v mezinárodní službě v parlamentu a učil nizozemštinu Čechy i češtinu Nizozemce. V roce 1931 byl jmenován řádným profesorem na bratislavské univerzitě, kde pak působil mezi lety 1933 a 1934 jako děkan a mezi lety 1934 a 1935 a znovu mezi lety 1939 a 1940 jako proděkan. Mezi lety 1936 a 1940 pak působil jako docent němčiny na Pedagogické akademii. Od roku 1938 pak učil také starou angličtinu. Na univerzitě v Bratislavě pak působil až do roku 1959.
Od roku 1931 byl přijat za člena Královské české společnosti nauk a od roku 1940 byl členem Slovenského učitelského spolku a Slovenské jazykovědné společnosti.

## Dílo
Věnoval se výzkumu germánských jazyků, primárně se zabýval morfologií nizozemštiny a němčiny, nizozemské a vlámské literatuře a afrikánštině. Působil také jako překladatel z nizozemštiny.